# Nanuet, New York
Nanuet, New York (енгл. Nanuet) насељено је место без административног статуса у америчкој савезној држави Њујорк.

## Демографија
По попису из 2010. године број становника је 17.882, што је 1.175 (7,0%) становника више него 2000. године.
| Група             | 2000.          | 2010.          |
| Белци             | 11.207 (67,1%) | 10.418 (58,3%) |
| Афроамериканци    | 2.228 (13,3%)  | 2.664 (14,9%)  |
| Азијати           | 1.620 (9,7%)   | 2.213 (12,4%)  |
| Хиспаноамериканци | 1.364 (8,2%)   | 2.445 (13,7%)  |
| Укупно            | 16.707         | 17.882         |